# E-urmeiminanki

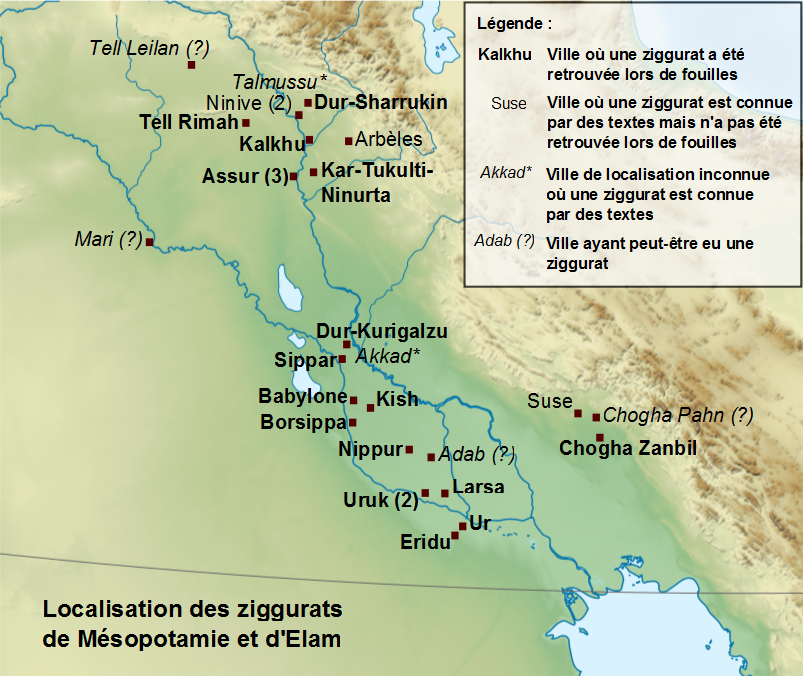
Mapa Mezopotamii i Elamu z zaznaczoną lokalizacją znanych zigguratów.

E-urmeiminanki (sum. é.ur4.me.imin.an.ki, tłum. „Dom, który gromadzi siedem me nieba i świata podziemnego”) – ceremonialna nazwa ziguratu boga Nabu w kompleksie świątynnym E-zida w mieście Borsippa.
Ze źródeł pisanych wiadomo, iż prace budowlane prowadził przy tym ziguracie babiloński król Nabuchodonozor II.